# Casey Cep
Casey Cep es una escritora y periodista estadounidense. Es redactora de The New Yorker, y su trabajo ha aparecido en The New York Times,The Paris Review, The New Republic, y otras publicaciones. El primer libro de no ficción de Cep, publicado por Knopf, Furious Hours: Murder, Fraud, and the Last Trial of Harper Lee (2019), cuenta la historia de cómo Harper Lee trabajó, pero finalmente no logró publicar, un relato de un juicio por asesinato que ocurrió en Alabama en 1977.

## Primeros años de vida y educación
Nació y creció en la costa este de Maryland. Después de asistir a las escuelas públicas del condado de Talbot (Maryland), incluida la escuela secundaria Easton, se graduó magna cum laude de la Universidad Harvard en 2007 con un título en inglés. Cep asistió a la Universidad de Oxford con una beca Rhodes, obteniendo un M.Phil. en teología.

## Trayectoria
Después de realizar prácticas en The New Republic y otras publicaciones, se convirtió en redactora de The New Yorker.
Su primer libro, Furious Hours: Murder, Fraud and the Last Trial of Harper Lee, fue publicado por Knopf en mayo de 2019. El libro se centra en la vida y los procesos penales del reverendo Willie Maxwell, un predicador y hombre de negocios afroestadounidense, cinco de cuyos familiares murieron en un lapso de siete años, todos después de que él les consiguiera pólizas de seguro de vida. Además, el libro examina el juicio del asesino del reverendo, al que Harper Lee asistió y planeó escribir sobre él en su último libro, aunque quedó inacabado en el momento de su muerte. El abogado, político y pionero de los derechos civiles de Alabama Tom Radney defendió al reverendo Maxwell durante varias investigaciones de asesinato y juicios civiles por pagos de seguros, y posteriormente representó a su presunto asesino.
El pódcast Criminal habló con Casey Cep sobre el reverendo Willie Maxwell y el libro inacabado de Harper Lee en su episodio titulado «The Reverend».

## Reseñas y premios
Furious Hours debutó en el puesto número 6 de la lista de los libros de no ficción de tapa dura más vendidos de The New York Times, y es una elección del presidente de Books-A-Million. El libro ganó el premio ALCS Gold Dagger 2020 en la categoría de no ficción y ha sido preseleccionado para el premio Baillie Gifford 2019.
En una reseña de Furious Hours para The New York Times Book Review, el autor Michael Lewis escribió: «Ella me recordó una vez más cuánto de una buena narración consiste en llevar al lector a querer saber las cosas que estás a punto de contarle, sin dejar de hacerle sentir que su interés fue todo idea suya». El libro de Cep, dijo, «da un pequeño salto mágico, y pasa de ser una historia de crímenes reales magníficamente escrita al tipo de historia que incluso Lee habría estado orgulloso de escribir».The New York Times seleccionó Furious Hours para sus «100 libros notables de 2019».
Según Ilana Masad de NPR, «Furious Hours ofrece un retrato apasionante e increíblemente bien escrito no solo de Harper Lee, sino también de Alabama a mediados del siglo XX, y de una serie de crímenes aún sin respuesta que rivalizan con los asesinos en serie que se hicieron infames en el mismo período de tiempo».
Lucas Wittman, de Time, escribe: «En una prosa elegante, [Cep] nos ofrece la historia más completa hasta el momento de la vida de Lee después de Ruiseñor ... un relato emocionalmente en sintonía con el precio que cobra una gran escritura, y muestra que a veces un libro perfecto es todo lo que podemos pedir, incluso cuando deseamos otro».
El presidente Barack Obama seleccionó Furious Hours como uno de sus libros favoritos de 2019.

## Vida personal
Vive en la costa este de Maryland, donde nació y creció, con su esposa, la también escritora del New Yorker Kathryn Schulz, y su pequeña hija. Como ha dicho la propia Cep: «Crecí en la iglesia luterana y a menudo digo que los servicios dominicales fueron mi primer club de lectura, porque semana tras semana se reunían personas muy reflexivas y muy cariñosas en torno al mismo libro y trataban de descifrar su significado. De niña estuve inmersa en las Sagradas Escrituras y he dedicado gran parte de mi vida adulta a estudiar religión y teología, así que creo que es uno de los grandes temas que me interesan, no sólo como escritora, sino como persona en el mundo, que trata de descubrir cómo ser una buena pareja, miembro de la comunidad y ciudadana del cosmos. Termino escribiendo mucho sobre ello porque pienso mucho en ello».

### Libros
- Cep, Casey (2019). Furious hours: murder, fraud, and the last trial of Harper Lee. Knopf.

### Ensayos y reportajes
- Cep, Casey (31 de mayo de 2021). «Kindred spirits : why did so many Victorians try to talk with the dead?». The New Yorker 97 (14): 67-71.